# Prüfstand VII
Prüfstand VII (sito prove VII) era la più importante rampa di lancio per missili A4, più noti come V2 (Vergeltungswaffe 2, arma di ritorsione 2), del centro di ricerche dell'esercito tedesco di Peenemünde durante la II guerra mondiale. 

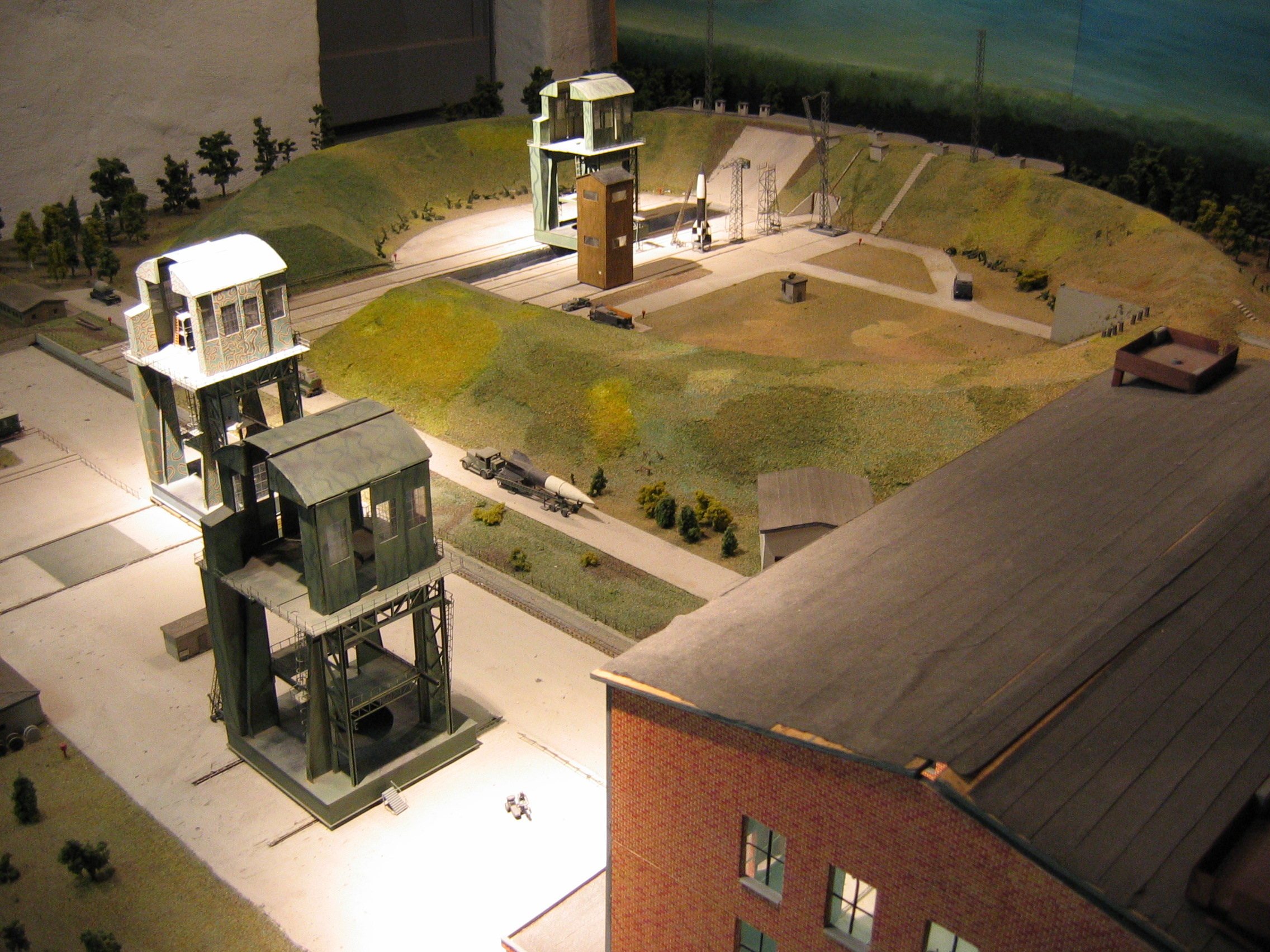
Modellino del Prüfstands VII

Era circondata da un terrapieno ellittico, nel quale trovava posto la rampa, e pertanto era stata soprannominata "Arena". Faceva parte del sito Prüfstand VII anche un capannone per il montaggio alto 32 metri.
Il sito Prüfstand VII appare sovradimensionato per i missili A4: infatti esso avrebbe dovuto essere utilizzato anche per le prove dei missili A9/A10 che però non poterono venire completati a causa delle peggiorate condizioni belliche.
Al Prüfstand VII era installato inoltre un impianto di tipo televisivo per poter meglio seguire la traiettoria dei missili. Tale installazione era stata sviluppata dal pioniere della televisione Walter Bruch e si può dire che si tratti in assoluto della prima applicazione a livello industriale della televisione.
Il sito prove venne utilizzato per i lanci dei missili A4 fino all'evacuazione di Peenemünde nel febbraio 1945 e ciò nonostante i rilevanti danni per un attacco aereo avvenuto nell'agosto 1944, peraltro riparati entro il novembre successivo. Tra il 1948 ed il 1961 il sito venne smantellato dalle truppe di occupazione sovietiche. Oggi se ne possono notare solo pochi resti.
Membri dell'associazione modellistica DERA di Berlino hanno più volte fatto partire dal sito dell'ex Prüfstand VII dei modelli di missili. La data scelta è stata il 3 ottobre, in quanto in tale giorno dell'anno 1942, alle ore 15.58, era avvenuto con successo il primo lancio di un razzo A4. Questo missile era il primo manufatto umano che saliva verso lo spazio, ragion per cui il 3 ottobre 1942 è considerato la data di nascita dei viaggi nello spazio.

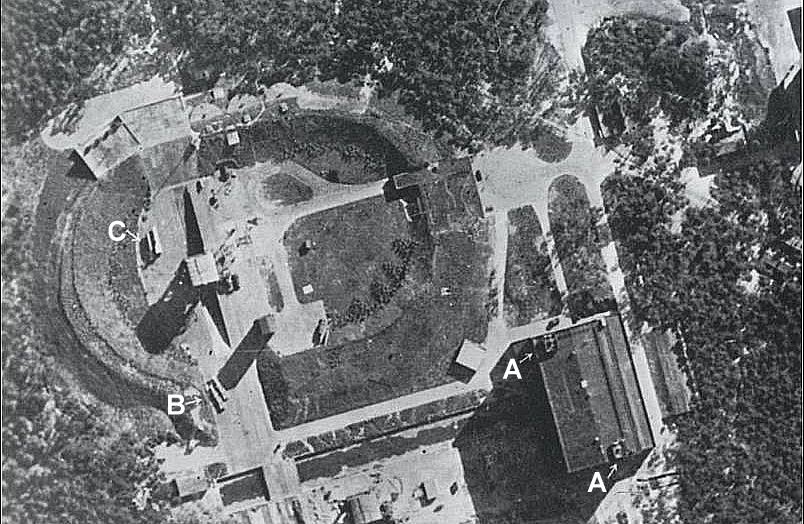
Foto aerea del 23 giugno 1943 da un apparecchio della RAF, Royal Air Force